# 岳南鐵道7000型電聯車
岳南鐵道7000型電聯車（日语：／ Gakunan Tetsudō 7000-gata densha）是岳南電車的岳南線使用的通勤型電聯車，並於1997年3月8日開始投入使用。本條目同時記載於2002年12月投入運型的岳南鐵道8000型電聯車（日语：／ Gakunan Tetsudō 8000-gata densha）。

## 概要
7000型是當時的岳南鐵道為了汰換車體老化的岳南鐵道5000系電聯車並實現旅客用鐵路車輛的單人控制，而在1996及1997年由京王電鐵轉讓的3輛京王3000系電聯車的電動車廂改造而成的鐵路車輛。7000的車輛番號分別為7001、7002及7003。而負責此次改造工程的京王重機整備在每節車輛的頭尾兩端加裝駕駛室，使其能以單節車輛的型式在岳南線上運轉。
8000型則是岳南鐵道為了替換當時作為7000型備用車輛而保留下來的5000系電聯車，於2002年再度向京王電鐵收購2輛京王3000系的的電動車廂改造而成的鐵路車輛，並且由京王重機整備進行改造後投入使用。而本型車則是由一輛駕駛拖車及一輛無動力駕駛拖車所組成的編組，其車輛番號為8001及8101。上述兩款鐵路車輛在岳南鐵道於2013年4月終止鐵路事業後轉交給岳南電車運用。

## 導入背景
由於岳南鐵道的鐵路貨物運輸量自1980年代開始大幅減少，因此該公司在重組鐵道事業時計劃將旅客用鐵路車輛改造成可進行單人控制的電車。但當時該公司所擁有的岳南鐵道5000系電聯車因車體腐蝕和設備老化難以繼續使用，且財政拮据的岳南鐵道已無力再購入全新打造的鐵路車輛。因此該公司轉而尋找可使用的二手鐵路車輛，並在1996年4月向京王電鐵引進3000系電聯車。由於3000系的電動車廂採用非動力分散式的牽引方式，因此在車頭與車尾安裝駕駛室後即可進行單人控制，符合岳南鐵道規劃進行的旅客用鐵路車輛改造計畫。

## 規格與構造

### 7000型
7000型的原型車京王3000系電聯車採用不鏽鋼打造，其車體長度則約為18.5m。為了轉讓後能在岳南線上行駛，因此負責改造工程的京王重機整備將各車廂頭尾兩端的一扇玻璃移除，並在該處加裝駕駛室及相關設備，包括與3000系相似的纖維強化塑膠製車頭外罩。而駕駛台的相關設備則使用初代京王5000系電聯車的零件。車頭正面至駕駛室車門間的區域採用國際橘色的塗裝，並在車頭及駕駛室車門的窗戶下方搭配白色條紋；而側面窗戶的下方區域則塗上國際橘色的條紋。車頂也加裝供列車的維修人員使用的扶手與踏板，並使用障子紙進行絕緣處理。車廂內的座椅及地板也經過更換。
7000型為岳南鐵道首款配備空調系統的鐵路車輛，但因為車廂地板下方沒有空間可以安裝發電機，因此改為設置靜止逆變器進行供電。同時本型車也安裝列車自動停車系統、列車緊急煞車裝置與列車警醒設備。
7001號電聯車在1996年12月5日完工後交付給岳南鐵道，並且於1997年3月8日開始投入使用。同年的12月22日，7002號及703號電聯車也在完成改造工程後交付給岳南鐵道。2016年3月20日，7001號電聯車重新塗成原型車3000系在井之頭線上服役時所採用的藍綠色塗裝，並在車頭正面的下半部貼上原3000系的目的地顯示器圖案。而岳南電車也曾在2021年舉辦群眾募資，並於同年12月起定期舉行7000型電聯車的駕駛體驗活動。

### 8000型
在7000型電聯車投入使用後，岳南鐵道仍然保留一列兩節編組的5000系電聯車作為備用車，但因該編組的車體逐年老化，因此該公司在2002年12月引入替代5000系的8000型電聯車。本型車與7000型電聯車皆是由京王3000系電聯車的電動車廂改造而成的鐵路車輛。而京王重機整備在進行改造時將8001號車面向岳南江尾站的車頭加裝駕駛室，同時也在8101號車面向吉原站的車頭加裝駕駛室。上述兩輛電車的駕駛設備採用京王電鐵在同時期報廢的京王6000系電聯車的零件，並且同樣和7000型電聯車配備單人控制所需的相關設備本型車於2002年獲得暱稱「岳醬輝夜富士」，並在2022年重新塗成與5000型電聯車相同的國際橘色塗裝。